# ロガー・シュミット
ロガー・シュミット（Roger Schmidt、1967年3月13日 - ）は、ドイツ出身の元サッカー選手、サッカー指導者。現在はSLベンフィカの監督を務めている。

## 経歴
プロ選手としての経験はなく、ドイツ3部以上のクラブに所属したことはなかった。
37歳でアマチュアクラブのデルブリュッカーSC監督に就任。同クラブに3年間所属し、ドイツ5部から4部への昇格を果たした。
2007年7月に当時ドイツ4部に所属していたSCプロイセン・ミュンスターの監督に就任。この時点から国際的な車両部品製造企業であるベンテラー社（Benteler International AG）でのエンジニアとしての仕事を辞め、監督業に専念した。
SCプロイセン・ミュンスターの監督としてドイツ4部で優勝し、ドイツ3部への昇格を果たす。
2011年の夏に監督としてFCザンクトパウリに移籍したアンドレ・シューベルトの後釜として当時ドイツ2部に所属していたSCパーダーボルン07の監督に就任。クラブの歴史上最高順位となる5位でシーズンを終えた。

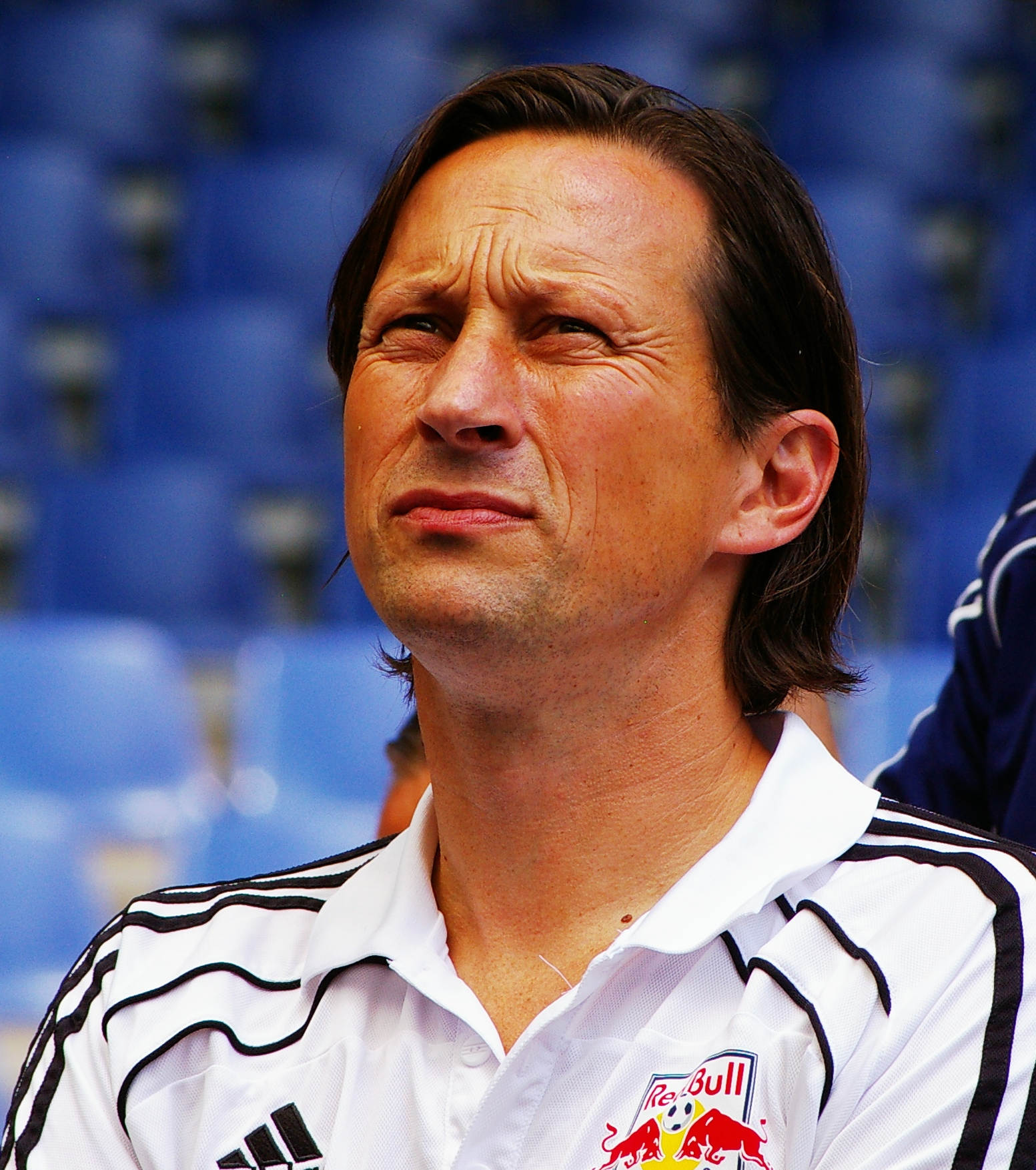
RBザルツブルク監督時代（2012年）

あと1年の契約が残っていたものの、オーストリア・ブンデスリーガの強豪FCレッドブル・ザルツブルクでスポーツディレクターを務めていたラルフ・ラングニックに見出され、2012年6月にSCパーダーボルン07との契約は解消し、FCレッドブル・ザルツブルクの監督に就任した。
2シーズンに渡り監督を務めラルフ・ラングニックの提唱する「8秒ルール」をチームに浸透開花させた。2年目となる2013-14年シーズンではオーストリア・ブンデスリーガとオーストリア・カップで優勝、同年のUEFAヨーロッパリーグでラウンド16まで駒を進め「ヨーロッパでも勝てるチーム」に成長させた。ベスト16でバーゼルに敗れたが、スタンダール・リエージュ(2-1、3-1)やアヤックス(3-0、3-1)を破ってのUEFAヨーロッパリーグでの10連勝のインパクトは強く、元オーストリア代表MFのヘルベルト・プロハスカに「オーストリア史上最強のチーム」と評された。
2014年1月、プレシーズンマッチでジョゼップ・グアルディオラ監督が率いるFCバイエルン・ミュンヘンと対戦。前年のUEFAチャンピオンズリーグとFIFAクラブワールドカップを制したバイエルンを相手に3-0で勝利した。
当時を振り返りジョゼップ・グアルディオラも「2014年の頭、ザルツブルクでロガー・シュミットに敗れたが、それは我々にとって、非常に良い経験だったね。彼が我々に正しい道を示してくれたんだ。常に攻撃的な考えを持つ優秀な監督だよ。ファンにとっても、サッカーにとっても良い」と評している。

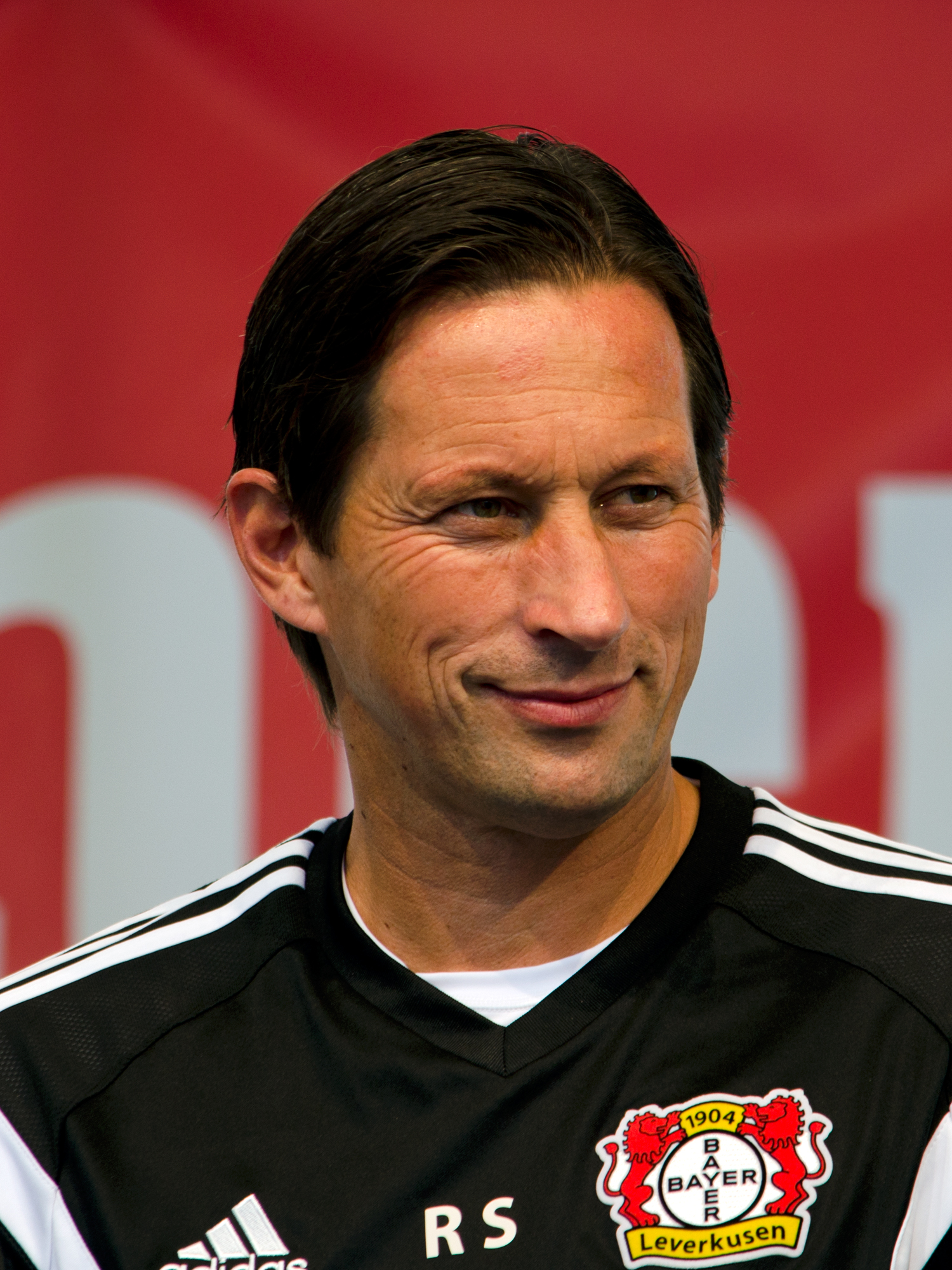
レバークーゼン監督時代（2015年）

2014-15年シーズンからサシャ・レヴァンドフスキの後任としてドイツ・ブンデスリーガに属するバイエル・レバークーゼンの監督に就任。攻撃サッカーを掲げ、2014-15シーズンのリーグは4位、翌2015-16年シーズンはチャンピオンズリーグ出場圏内の3位でフィニッシュして名声を高めたが、2016-17シーズンは一転して不調に陥り、リーグのボルシア・ドルトムント戦で2-6と大敗した翌日に解任された。
2020-21シーズンからPSVの監督に就任した。2021-22シーズン、決勝でアヤックスを破ってKNVBカップ優勝に導いた。
2022年5月18日、SLベンフィカの監督に就任した。

## 監督成績
2022年5月15日現在
| クラブ                     | 就任          | 退任          | 記録 | 記録 | 記録 | 記録 | 記録   |
| クラブ                     | 就任          | 退任          | 試   | 勝   | 分   | 敗   | 勝率 % |
| -------------------------- | ------------- | ------------- | ---- | ---- | ---- | ---- | ------ |
| デルブリュッカーSC         | 2004年7月1日  | 2007年6月30日 | 99   | 40   | 25   | 34   | 040.40 |
| SCプロイセン・ミュンスター | 2007年7月1日  | 2010年3月21日 | 93   | 44   | 28   | 21   | 047.31 |
| SCパーダーボルン07         | 2011年7月1日  | 2012年6月24日 | 36   | 18   | 10   | 8    | 050.00 |
| レッドブル・ザルツブルク   | 2012年6月24日 | 2014年5月31日 | 99   | 68   | 18   | 13   | 068.69 |
| バイエル・レバークーゼン   | 2014年6月1日  | 2017年3月5日  | 128  | 62   | 29   | 37   | 048.44 |
| 北京中赫国安               | 2017年7月1日  | 2019年7月31日 | 83   | 46   | 15   | 22   | 055.42 |
| PSV                        | 2020年4月28日 | 2022年5月18日 | 105  | 70   | 18   | 17   | 066.67 |
| 合計                       | 合計          | 合計          | 669  | 370  | 145  | 154  | 055.31 |

## 獲得タイトル

### 指導者時代
デルブリュッカーSC
- ウェストファーレンリーガ：2005

SCプロイセン・ミュンスター
- ウェストファリアカップ：2008

レッドブル・ザルツブルク
- ブンデスリーガ：2014
- オーストリア・カップ：2014

北京中赫国安足球倶楽部
- 中国FAカップ：2018

PSVアイントホーフェン
- ヨハン・クライフ・スハール：2021
- KNVBカップ: 2021-22